# عالية شعيب
عالية شعيب (26 يناير 1964 -)، قاصة وشاعرة وفنانة تشكيلية كويتية. في عام 1981 حصلت على الثانوية العامة. في عام 1985 حصلت على ليسانس آداب – فلسفة من جامعة الكويت. في عام 1991م حصلت على درجة الماجستير من جامعة برمنغهام في بريطانيا في فلسفة الأخلاق، وكان موضوعها بعنوان (أخلاقية الفعل الإنساني). في عام 1994 حصلت على درجة الدكتوراه من جامعة برمنغهام في بريطانيا، وعنوان رسالتها (الهوية الجسدية للمرأة)، كذلك شاركت في عام 2007 كبطلة في مسلسل (الوزيرة).

## مساهماتها الادبية
ساهمت في الحركة الأدبية في الكويت من خلال قصصها ومقالاتها، ولها دور بارز في الحركة الفنية التشكيلية من خلال لوحاتها ومعارضها الفنية. كتبت العديد من القصص القصيرة، والمقالة النقدية، والخواطر الشعرية في الصحف والمجلات المحلية والخليجية والعربية. قدّمت أمسية قصصية في كلية التربية الأساسية ضمن موسمها الثقافي لعام 1986م. أحيَت أمسية شعرية في جريدة الوطن عام 1989م. ألقت محاضرة في الفن التشكيلي بعنوان (ماجريت صفات الفنان الأصيل) في المعهد العالي للفنون المسرحية 1991م.
ألقت محاضرة في الفن التشكيلي عن فن البورتريه عند فريدة كالو في المعهد العالي للفنون المسرحية عام 1993م. في عام 1995م شاركت في الندوة المفتوحة ببحث (الاغتراب ومشاكل الشباب الكويتي) في رابطة الاجتماعيين ضمن مؤتمر الخدمة الاجتماعية وقضايا الشباب الذي أقامته الرابطة في يناير من 21-23/1995م.

## أنشطتها وحياتها العملية
- تعمل حاليا أستاذة لمادة فلسفة الأخلاق والأخلاق في المجتمع الحديث - قسم الفلسفة – جامعة الكويت.
- عضو في جمعية الفنون التشكيلية.
- عضو في رابطة الأدباء الكويتيين في الكويت.
- عضو في جمعية الخريجيين.
- أسّست منتدى عالية شعيب الثقافي عام 2002.
- أسّست دار عالية للطباعة والنشر عام 2002.
- أقامت 6 معارض تشكيلية بين الكويت وبريطانيا:
  - الأول معرض (كولاج) في جامعة الكويت عام 1989م.
  - الثاني بجامعة برمنجهام - بريطانيا عام 1991م.
  - الثالث في صالة أرجايل بلندن عام 1992م.
  - الرابع في صالة الخريجيين - جامعة الخريجيين الكويتية عام 1992م.
  - الخامس في المرسم الحر عام 1993م بعنوان (بورتريه غربة).

## مؤلفاتها
- امرأة لا تتزوج البحر (مجموعة قصصية) صدرت عام 1989م في الكويت.
- بلا وجه (مجموعة قصصية) صدرت عام 1991م في بريطانيا.
- عناكب ترثي جرحاً (ديوان شعر) صدر عام 1993م في الكويت.
- الذخيرة فيّ اصرخي في فمي. (ديوان شعر) صدر عام 1995م.
- نهج الوردة (ديوان شعر) صدر عام 1997 في دمشق.
- بورتريه غربة (نص مفتوح طويل) صدر في الكويت عام 2001.
- كلام الجسد (دراسة أخلاقية) صدر في الكويت عام 2001.
- حقوق المرأة الثابتة في القرآن الكريم.
- نصوص وجدانية عن الكويت.

## تجربة التمثيل
- شاركت في عام 2007 كبطلة في مسلسل (الوزيرة).[3]

## المصدر
- منتديات ستوب
- موقع القصة السورية